# فدراسیون فوتبال بلیز
فدراسیون فوتبال بلیز (انگلیسی: Football Federation of Belize) نهاد اداره‌کننده مسابقات فوتبال و فوتسال در کشور بلیز است.
این فدراسیون که در سال ۱۹۸۰ تأسیس شده عضو کونکاکاف و فیفا نیز می‌باشد و مقر آن در شهر بلیز سیتی است.